# Lehawim
Lehawim (hebr. להבים) – samorząd lokalny położony w Dystrykcie Południowym, w Izraelu. Leży w północnej części pustyni Negew, w odległości 12 km na północ od Beer Szewy i 4 km na wschód od Rahat.
Jest to jedno z trzech miast-satelitów Beer Szewy (obok Omer i Metar).

## Historia
Osiedle zostało założone w 1983 w ramach rządowego projektu kolonizacji pustyni Negew. Pierwotnie nazywała się Giwat Lahaw. W 1988 osada otrzymała status samorządu lokalnego.

## Demografia

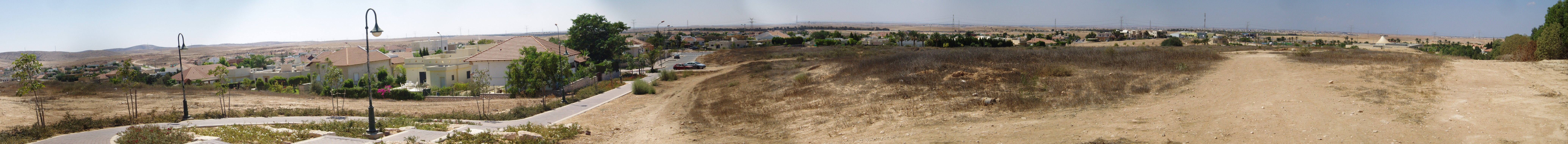
Panorama Lehawim

Zgodnie z danymi Izraelskiego Centrum Danych Statystycznych w 2006 roku w mieście żyło 5,6 tys. mieszkańców, wszyscy Żydzi.
Populacja miasta pod względem wieku:
| Wiek (w latach) | Procent populacji w % |
| --------------- | --------------------- |
| 0-4             | 7,0%                  |
| 5-9             | 9,0%                  |
| 10-14           | 11,2%                 |
| 15-19           | 9,3%                  |
| 20-29           | 15,0%                 |
| 30-44           | 18,5%                 |
| 45-59           | 21,8%                 |
| ponad 60        | 8,1%                  |

Źródło danych: Central Bureau of Statistics.

## Komunikacja
Przy miasteczku przebiega droga ekspresowa nr 31  (Eszel ha-Nasi-Newe Zohar), która na zachód od miasteczka krzyżuje się z drogą ekspresową nr 40  (Kefar Sawa-Ketura).
Na zachód od miasta znajduje się stacja kolejowa Lehawim. Pociągi z Lehawim jadą do Naharijji, Hajfy, Tel Awiwu i Beer Szewy.